# نديم عبد الصمد
نديم عبد الصمد (1932- 2019 م) سياسي لبناني، نائب الأمين العام للحزب الشيوعي اللبناني. وهو والد بشرى عبد الصمد المراسلة والمذيعة والمحرِّرة الصحفية.

## سيرته
وُلد نديم بن سليمان عبد الصمد في بلدة عماطور بقضاء الشوف، عام 1932م.
كان أحدَ قادة الحركة الوطنية اللبنانية برئاسة كمال جنبلاط، وعضوًا في الحزب الشيوعي اللبناني، وشغل منصب نائب الأمين العام ورئيس المجلس الوطني للحزب.
شارك عام 2004 في تأسيس حركة اليسار الديمقراطي مع سمير قصير، وإلياس عطا الله، وتولَّى رئاسة هيئتها الوطنية زمنًا.

## وفاته ونعيه

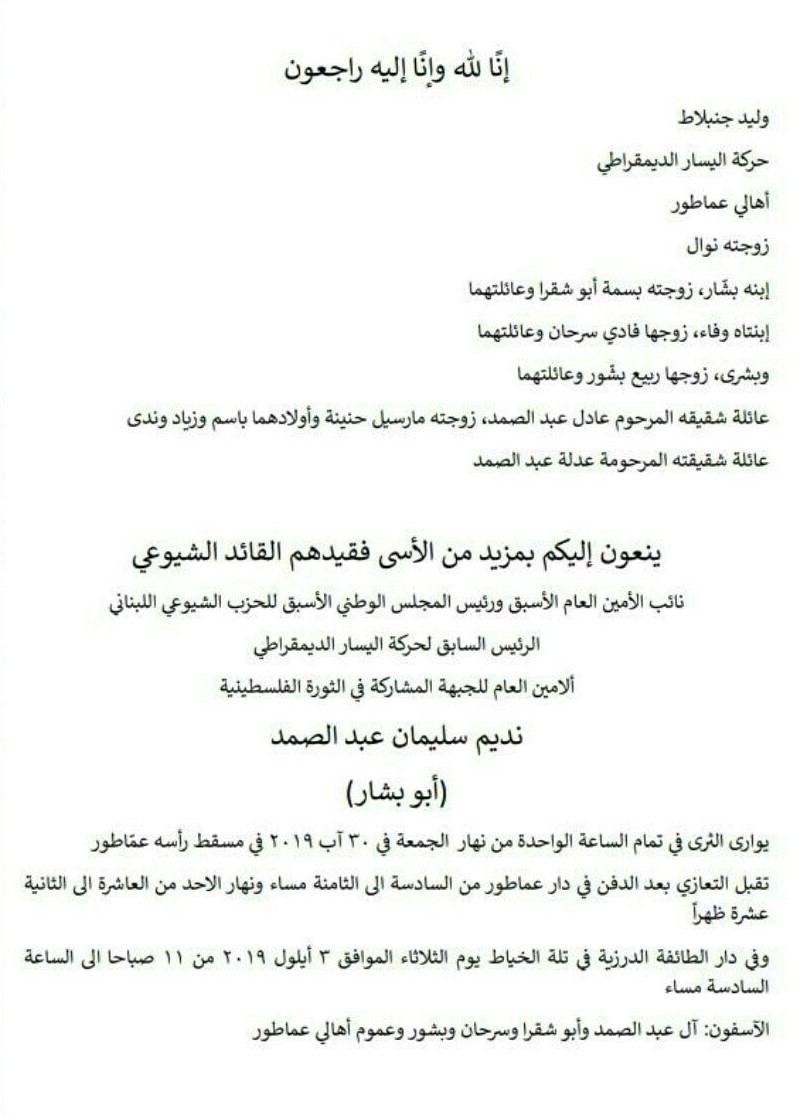
ورقة نعي نديم عبد الصمد

توفي نديم في يوم الخميس 29 أغسطس (آب) 2019م، عن عمرٍ يناهز سبعة وثمانين عامًا، ودُفن في يوم الجمعة 30 أغسطس في مسقط رأسه عماطور. 
نعته جهات لبنانية أبرزها رئيس الحزب التقدمي الاشتراكي النائب السابق وليد جنبلاط و«حركة اليسار الديمقراطي» و«الحزب الشيوعي اللبناني». قال عن الحزب الشيوعي «رئيس المجلس الوطني الأسبق في الحزب، الذي أمضى معظم سنوات حياته في مواقع النضال الحزبي والسياسي. وهو من القادة التاريخيين الذين أسهموا في المعارك النضالية التي خاضها الحزب في المراحل المختلفة، وفي مجالات متنوعة، وخصوصًا حيال القضية القومية ومساندة قضية فلسطين، وعلى صعيد نضال الحزب من أجل التغيير الديمقراطي والهدف الاشتراكي». كما وصفته «حركة اليسار الديمقراطي» بـ «الهامة النضالية الكبيرة».